# Joel Soñora
Joel Soñora (* 15. September 1996 in Dallas, Texas) ist ein momentan vereinsloser argentinisch-amerikanischer Fußballspieler.

## Karriere

### Verein
Der Mittelfeldspieler wechselte 2011 von Asociación Atlética Luján de Cuyo in den Nachwuchs der Boca Juniors. Am 22. Januar 2016 schloss er sich dann der zweiten Mannschaft des VfB Stuttgart an. Sein Profidebüt gab Joel Soñora dort am 30. Januar 2016 in der 3. Liga gegen den FC Erzgebirge Aue. Am 14. Januar 2018 wurde Soñora erst bis zum Jahresende an Club Atlético Talleres verliehen und im Anschluss wurde er von den Argentiniern fest verpflichtet. Diese liehen ihn dann im August 2019 für eine Saison an Arsenal de Sarandí aus. Im Sommer 2021 unterschrieb Soñora einen Vertrag beim CA Banfield, wurde aber auch dort nach einem halben Jahr an CA Vélez Sarsfield verliehen. Anschließend wechselte er zum portugiesischen Erstligisten Marítimo Funchal, doch nach nur sechs Pflichtspielen wurde sein Vertrag im Dezember 2022 wieder aufgelöst.

### Nationalmannschaft
Von 2012 bis 2015 absolvierte Soñora insgesamt 18 Partien für diverse US-amerikanische Jugendnationalmannschaften und erzielte dabei zwei Treffer. Für die U-17-Auswahl bestritt er 2013 die CONCACAF U-17-Meisterschaft und mit der U-20-Nationalmannschaft nahm er 2015 an der Weltmeisterschaft in Neuseeland teil und erreichte dort das Viertelfinale.

## Sonstiges
Vater Diego Soñora (* 1969) war ebenfalls Profifußballer und spielte u.A: für die Boca Juniors, D.C. United und den Club Cerro Porteño. Sein jüngerer Bruder Alan Soñora (* 1998) steht seit 2019 beim argentinischen Erstligisten CA Independiente unter Vertrag.